# Droga krajowa SS41 (Włochy)
Droga krajowa SS41 (wł. Strada Statale 41 di Val Monastero) - droga krajowa w północnych Włoszech. Jedno-jezdniowa arteria zaczyna się na skrzyżowaniu z SS40 w Sluderno i doliną rzeki Ram dociera do przejścia granicznego ze Szwajcarią w Tubre.